# 笠原潔
笠原 潔（かさはら きよし、1951年 - 2008年10月28日）は、日本の音楽学者。専門は音楽学、音楽考古学、西洋音楽史。

## 来歴
東京都出身。東京大学教養学部フランス科卒業。東京大学大学院人文科学研究科美学芸術学専攻博士課程中途退学。
名古屋芸術大学専任講師、助教授、放送大学助教授、教授。2006年に「出土琴と筑状弦楽器の研究」で大阪芸術大学より博士号（芸術文化学）を取得。
幕末から明治初期にかけ横浜を中心とする地域に伝わった西洋音楽の歴史研究や、当時の横浜元町で聴かれた音楽研究など調査研究を行った。研究成果は「黒船来航と音楽（吉川弘文館 2001年）」に編集された。
放送大学在職中に癌で死去。没後の2010年『音楽家はいかに心を描いたか』で第22回辻荘一・三浦アンナ記念学術奨励金を受賞。

## 著作
- 『音楽の歴史と音楽観』（放送大学教育振興会 1992年）
- 『西洋音楽の歴史』（放送大学教育振興会 1997年）
- 『黒船来航と音楽』（吉川弘文館 2001年）
- 『埋もれた楽器：音楽考古学の現場から』（春秋社 2004年）
- 『西洋音楽の諸問題』（放送大学教育振興会 2005年）
- 『音楽家はいかに心を描いたか：バッハ、モーツァルト、ベートーヴェン、シューベルト』（左右社 2009年）

## 共編著
- 『音楽理論の基礎』徳丸吉彦共著（放送大学教育振興会 2007年）
- 『世界の芸術文化政策 政策経営プログラム』西村清和共編著（放送大学 2008年）

### 翻訳
- ダイヤグラムグループ編『楽器　歴史,形,奏法,構造』皆川達夫監修　共訳　マール社　1992
- ダイヤグラムグループ編『図解オーケストラの楽器　歴史 形 奏法 構造』皆川達夫監修 共訳　マール社 2007